# Acanthosquilla
Acanthosquilla is een geslacht van kreeftachtigen uit de klasse van de Malacostraca (Hogere kreeftachtigen).

## Soorten
- Acanthosquilla crosnieri Ahyong, 2002
- Acanthosquilla derijardi Manning, 1970
- Acanthosquilla manningi Makarov, 1979
- Acanthosquilla melissae Ahyong, 2008
- Acanthosquilla multifasciata (Wood-Mason, 1895)
- Acanthosquilla multispinosa Blumstein, 1974
- Acanthosquilla tigrina (Nobili, 1903)
- Acanthosquilla wilsoni Moosa, 1973